# Putnikovo
Putnikovo (cyr. Путниково) – wieś w Serbii, w Wojwodinie, w okręgu południowobanackim, w gminie Kovačica. W 2011 roku liczyła 200 mieszkańców.